# Nelson Delle-Vigne Fabbri
Nelson Delle-Vigne Fabbri (* 1949 in Argentinien) ist ein argentinischer Pianist und Musikpädagoge.
Delle-Vigne Fabbri war Schüler von Magda Tagliaferro, György Cziffra und Claudio Arrau. Nach dem Gewinn eines Klavierwettbewerbs in den USA 1969 begann er eine internationale Karriere als Pianist. Unter anderem trat er mit Alexis Weissenberg, Yehudi Menuhin, Lazar Berman, Ivry Gitlis, und Philippe Entremont zusammen. Daneben wurde er vor allem als Musikpädagoge bekannt. Er ist Professor für Klavier an der École Normale Alfred Cortot in Paris, außerordentlicher Professor an der Chapelle Musicale Reine Elisabeth und gab zahlreiche Meisterklassen in Frankreich, den USA, Portugal, Italien, den Niederlanden, Spanien, der Schweiz und Griechenland. Er ist Gründer und künstlerischer Leiter des International Certificate for Piano Artists, einer künstlerischen Programms der École Normale de Musique, dessen Präsident Philippe Entremont ist.